# Nickelodeon Kids’ Choice Awards 2007

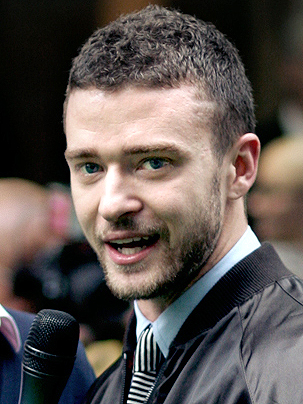
Moderator Justin Timberlake (2007)

Die Nickelodeon Kids’ Choice Awards 2007 (KCA) fanden am 31. März 2007 im Pauley Pavilion auf dem Gelände der University of California in Los Angeles statt. Es war die 20. US-amerikanische Preisverleihung der Blimps. Dies sind orangefarbene, zeppelinförmige Trophäen mit dem Logo des Senders Nickelodeon, die in 16 Kategorien vergeben wurden. Darüber hinaus erhielt Ben Stiller den silbernen Wannabe Award. Der Moderator der Verleihung war Justin Timberlake. Die zweistündigen Vorberichte vom „orangen Teppich“ namens Countdown to the Kids’ Choice Awards wurden von Victoria Justice und J. Boogie moderiert.

## Live-Auftritte
Drake Bell präsentierte während der Vorab-Show vom „orangen Teppich“ den Titel Hollywood Girl. Während der Verleihung sang Maroon 5 den Song Makes Me Wonder und Gwen Stefani zusammen mit Akon den Titel The Sweet Escape.

## Schleimduschen
Zur Belustigung erhalten jedes Jahr einige Prominente eine grüne Schleimdusche. Nickelodeon versteht dies als höchste Würdigung. Diese besondere Ehre wurde den Schauspielern Mandy Moore, Jackie Chan, Chris Tucker, Vince Vaughn, Tobey Maguire, Steve Carell und Nicole Kidman sowie dem Moderator Justin Timberlake zuteil. Außerdem machte der Stuntman Ron Jones einen Bungee-Sprung in ein mit Schleim gefülltes Planschbecken.

## Kategorien
Kinder und Jugendliche konnten ab dem 5. März 2007 über die Internetseiten von Nickelodeon für ihre Kandidaten abstimmen. Nicht zur Abstimmung stand der silberne Wannabe Award, der Ben Stiller verliehen wurde. Dieser Preis wurde von 2001 bis 2008 dem Idol verliehen, das Kinder gerne selbst wären.
Die Gewinner sind fett angegeben.

### Fernsehen
| - American Idol - Drake & Josh - Fear Factor - Hotel Zack & Cody - SpongeBob Schwammkopf - Cosmo & Wanda – Wenn Elfen helfen - Die Simpsons - Jimmy Neutron | - Miley Cyrus – Hannah Montana - Emma Roberts – Unfabulous - Jamie Lynn Spears – Zoey 101 - Raven-Symoné Pearman – Raven blickt durch - Drake Bell – Drake & Josh - Charlie Sheen – Two and a Half Men - Cole Sprouse – Hotel Zack & Cody - Jason Lee – My Name Is Earl |

### Film
| - Pirates of the Caribbean – Fluch der Karibik 2 - Big Mama’s Haus 2 - Klick - Nachts im Museum - Dakota Fanning – Schweinchen Wilbur und seine Freunde - Halle Berry – X-Men: Der letzte Widerstand - Keira Knightley – Pirates of the Caribbean – Fluch der Karibik 2 - Sarah Jessica Parker – Zum Ausziehen verführt - Adam Sandler – Klick - Jack Black – Nacho Libre - Johnny Depp – Pirates of the Caribbean – Fluch der Karibik 2 - Will Smith – Das Streben nach Glück | - Happy Feet - Ab durch die Hecke - Cars - Ice Age 2 – Jetzt taut’s - Queen Latifah – Ice Age 2 – Jetzt taut’s als Ellie - Ashton Kutcher – Jagdfieber als Elliot - Bruce Willis – Ab durch die Hecke als Richie - Julia Roberts – Lucas, der Ameisenschreck als Hova |

### Musik
| - Black Eyed Peas - Fall Out Boy - Nickelback - Red Hot Chili Peppers - Irreplaceable – Beyoncé - Bad Day – Daniel Powter - Crazy – Gnarls Barkley - Hips Don’t Lie – Shakira feat. Wyclef Jean | - Beyoncé - Christina Aguilera - Ciara - Jessica Simpson - Justin Timberlake - Chris Brown - Jesse McCartney - Sean Paul |

### Sport

#### Lieblings-Sportler
- Shaquille O’Neal
- Alex Rodríguez
- LeBron James
- Tiger Woods

### Andere
| - SpongeBob Schwammkopf: Die Kreatur aus der Krossen Krabbe - Madden NFL 2007 - Mario Kart - New Super Mario Bros. - Harry Potter – Joanne K. Rowling - Billys Wette oder wie man gebratene Würmer isst – How to Eat Fried Worms – Thomas Rockwell - Eine Reihe betrüblicher Ereignisse – A Series of Unfortunate Events – Lemony Snicket - Insel der blauen Delphine – Island of the Blue Dolphins – Scott O’Dell | - Ben Stiller |

### Deutschland
2007 wurden erstmals seit zehn Jahren eigenständige deutsche Nick Kids’ Choice Awards veranstaltet, nachdem zuletzt 1997 eine Preisvergabe mit dem Titel Nick-Verleihung stattgefunden hatte.